# Gifford (Flórida)
Gifford é uma Região censo-designada localizada no estado americano da Flórida, no Condado de Indian River.

## Demografia
Segundo o censo americano de 2000, a sua população era de 7599 habitantes.

## Geografia
De acordo com o United States Census Bureau tem uma área de 19,5 km², dos quais 18,3 km² cobertos por terra e 1,2 km² cobertos por água.

## Localidades na vizinhança
O diagrama seguinte representa as localidades num raio de 16 km ao redor de Gifford.